# قشلاق حاج هاشم نيصر (مقاطعة بيله سوار)
قشلاق حاج هاشم نیصر (بالفارسية: قشلاق حاج هاشم نیصر) هي منطقة سكنية تقع في إيران في قسم قشلاق الشرقي الريفي. يقدر عدد سكانها بـ 29 نسمة .